# 西氏魮脂鯉
西氏魮脂鯉，為輻鰭魚綱脂鯉目脂鯉亞目脂鯉科的其中一個種，為熱帶淡水魚，分布於南美洲哥倫比亞San Juan河流域，體長可達4.6公分，棲息在底中層水域，以昆蟲為食，生活習性不明。

## 扩展阅读
- 維基物種上的相關：西氏魮脂鯉